# Адіабатна реакція
Адіаба́тна хімі́чна реа́кція — хімічна реакція, в якій перехід від реактантів до продуктів відбувається в результаті лише такого переміщення ядер реакційного центра, коли їх кожному положенню відповідає електронна оболонка, що зазнає поступових малих змін, при чому стрибкоподібні електронні переходи відсутні. Умовою можливості адіабатичного наближення є величина параметра Мессі (ξ), що визначається за формулою:
ξ = 2π ΔU l / h u,
де ΔU — різниця енергій двох електронних рівнів, u — швидкість відносного руху атомів, l — віддаль, яку проходить система вершиною потенціального бар'єру. Коли ξ>>1, неадіабатний перехід є малоймовірним.

## Варіанти
У динаміці хімічних реакцій адіабатний використовується в мікроскопічному сенсі, що практично має мало спільного з його термодинамічним значенням. Тоді, коли в термодинамічному сенсі розуміють умови, які накладаються на процес спостерігачем, мікроскопічний сенс стосується умов, при яких процес відбувається природно. При описі динаміки реакцій вважається, що квантовий стан залишається незмінним протягом усього шляху реакції. Тут можливі такі варіанти:
- реакція, в якій не відбувається зміни електронного стану або мультиплетності (називається адіабатною або електронно адіабатною);
- реакція, в якій не відбувається зміни коливального стану протягом її перебігу, зветься коливально адіабатною; менш строго цей вираз застосовується до процесів, в яких надлишок коливальної енергії в реактантах з'являється як коливальна енергія в продуктах або в яких основний коливальний стан у реактантах приводить до основного коливального стану в продуктах;
- реакція, в якій надлишок обертальної енергії в реактантах проявляється як обертальна енергія в продуктах, або в якій основний обертальний стан реактантів дає основний обертальний стан продуктів (називається обертально адіабатною);
- у теорії мономолекулярних реакцій Райса — Рамспергера — Касселя — Маркуса (РРКМ) ступінь свободи, квантове число якого зберігається сталим впродовж зростання енергії та наступної реакції (називають адіабатним, так називають тоді і саму реакцію).

## Адіабатна фотореакція
У рамках наближення Борна — Оппенгеймера, це реакція збудженого стану хімічної частинки, яка відбувається на одній поверхні потенціальної енергії.

## Базові терміни: адіабатний
- 1. У термодинаміці адіабатний використовується в макроскопічному сенсі і стосується процесу, що відбувається в термічно ізольованій системі.
- 2. У динаміці хімічних реакцій адіабатний використовується в мікроскопічному сенсі, що практично має мало спільного з його термодинамічним значенням. Тоді, коли в термодинамічному сенсі розуміють умови, які накладаються на процес спостерігачем, мікроскопічний сенс стосується умов, при яких процес відбувається природно. При описі динаміки реакцій вважається, що квантовий стан залишається незмінним протягом усього шляху реакції. Тут можливі такі варіанти:
  - — реакція, в якій не відбувається зміни електронного стану або мультиплетності (називається адіабатною або електронно адіабатною);
  - — реакція, в якій не відбувається зміни коливального стану протягом її перебігу, зветься коливально адіабатною; менш строго цей вираз застосовується до процесів, в яких надлишок коливальної енергії в реактантах з’являється як коливальна енергія в продуктах або в яких основний коливальний стан у реактантах приводить до основного коливального стану в продуктах;
  - — реакція, в якій надлишок обертальної енергії в реактантах проявляється як обертальна енергія в продуктах, або в якій основний обертальний стан реактантів дає основний обертальний стан продуктів (називається обертально адіабатною);
  - — у теорії мономолекулярних реакцій Райса — Рамспергера — Касселя — Маркуса (РРКМ) ступінь свободи, квантове число якого зберігається сталим впродовж зростання енергії та наступної реакції (називають адіабатним, так називають тоді і саму реакцію).